# Премия памяти Рихтмайера
Премия памяти Рихтмайера (англ. Richtmyer Memorial Award) — награда, основанная в 1941 году Американской ассоциацией учителей физики. Присуждается за «выдающийся вклад в физику и общение с преподавателями физики». Среди известных получателей премии есть 22 Нобелевских лауреата.

## Список лауреатов
- 1941 —  Комптон, Артур Холли
- 1942 — Gordon Ferrie Hull[англ.]
- 1944 — Karl K. Darrow[англ.]
- 1945 —  Раби, Исидор Айзек
- 1946 — Paul E. Klopsteg[англ.]
- 1947 — Оппенгеймер, Роберт
- 1948 — Homer L. Dodge[англ.]
- 1949 — Дюбридж, Ли Элвин
- 1950 —  Ван Флек, Джон Хазбрук
- 1951 — Слейтер, Джон Кларк
- 1952 —  Ферми, Энрико
- 1953 —  Парселл, Эдвард Миллс
- 1954 — Уилер, Джон Арчибальд
- 1955 —  Вигнер, Юджин
- 1956 —  Браттейн, Уолтер Хаузер
- 1957 —  Сегре, Эмилио Джино
- 1958 — Моррисон, Филип
- 1959 —  Таунс, Чарлз Хард
- 1960 — Ван Аллен, Джеймс
- 1961 —  Фаулер, Уильям Альфред
- 1962 — Голд, Томас
- 1963 — Панофский, Вольфганг
- 1964 — Хойл, Фред
- 1965 — William M. Fairbank[англ.]
- 1966 —  Гелл-Ман, Марри
- 1967 — Дикке, Роберт
- 1968 — Уилсон, Роберт Ратбун
- 1969 —  Субраманьян Чандрасекар
- 1970 —  Шавлов, Артур Леонард
- 1971 — Лэнд, Эдвин Герберт
- 1972 — Robert B. Leighton[англ.]
- 1973 — Фишер, Майкл
- 1974 —  Вайнберг, Стивен
- 1975 —  Джаккони, Риккардо
- 1976 — Britton Chance[англ.]
- 1977 — Тинкем, Майкл
- 1978 — Дрелл, Сидни
- 1979 — Уильям Ниренберг
- 1980 — Эдвард Кэрролл Стоун
- 1981 — Hans Frauenfelder[англ.]
- 1982 — Karen Cook McNally[англ.]
- 1983 — Фриман, Эдвард
- 1984 — David N. Schramm[англ.]
- 1985 — Gerry Neugebauer[англ.]
- 1986 —  Ледерман, Леон Макс
- 1987 — Клиффорд Уилл
- 1988 — Peter Franken[англ.]
- 1989 — Robert J. Birgeneau[англ.]
- 1990 —  Чу, Стивен
- 1991 — Larry W. Esposito[англ.]
- 1992 —  Торн, Кип Стивен
- 1993 —  Смолли, Ричард
- 1994 —  Глэшоу, Шелдон Ли
- 1995 — Joseph Henry Taylor
- 1996 —  Виман, Карл
- 1997 — H. Eugene Stanley[англ.]
- 1998 —  Ошеров, Дуглас
- 1999 — Wayne H. Knox
- 2000 —  Филлипс, Уильям
- 2001 — Ширли Энн Джексон
- 2002 — Jordan A. Goodman[англ.]
- 2003 — Маргарет Марнейн
- 2004 — Хау, Лене
- 2005 — Карлос Бустаманте[англ.]
- 2006 — Neil Ashby[англ.]
- 2007 — Филиппенко, Алексей
- 2008/2009 — Рубин, Вера
- 2011 — Kathryn Moler[англ.]
- 2012 — Грин, Брайан Рэндолф
- 2014 — Берри, Майкл
- 2016 — Дерек Мюллер
- 2017 — Jay Pasachoff[англ.]
- 2018 — Mark Beck